# St. Piran’s Round

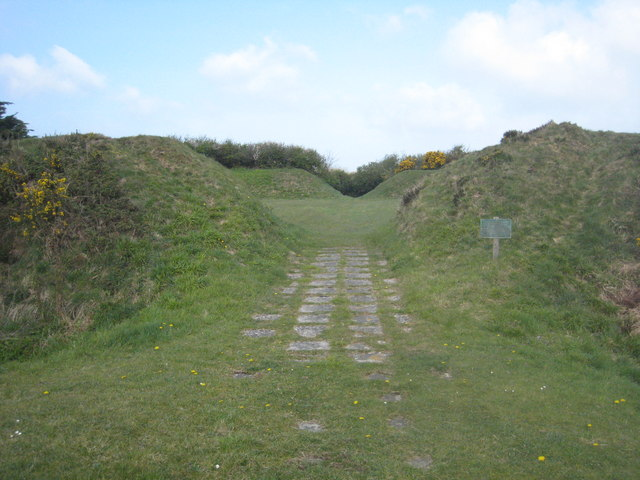
Eingang zu St. Piran’s Round

St. Piran’s Round (auch Rerran Round genannt) ist eine umwallte eisenzeitliche oder ältere Siedlung an der Straße von Goonhavern nach Perranporth südlich von Newquay in  Cornwall in England. Das Round ist ein perfekter Kreis mit zwei gegenüberliegende Zugängen.
Die Anlage ist seit zwei Jahrtausenden als eines der kornischen „plen-an-gwary“ oder Amphitheater in Betrieb. Die Cornish Cycle-of Mystery Plays sind regelmäßige religiöse oder politische Versammlungen der Bardenvereinigung Gorseth Kernow beim internationalen Keltenfest „Lowender Peran“.
In der Mitte ist ein löffelförmige Eintiefung (englisch Devil's Frying Pan – dt. Teufels Bratpfanne) genannt. Während der Spiele soll der Teufel aus dieser Depression steigen. Das bis zu 2000 Personen fassende Round wird von einer engagierten lokalen Gruppe betreut und ist in ausgezeichnetem Zustand.